# Piachy (zbiornik)
Piachy – sztuczny zbiornik wodny powstały w wyrobisku pokopalnianym piasku w południowo-wschodniej części Starachowic w dzielnicy Michałów. Zbiornik powstał w latach 60. XX w. Leży między osiedlem Przy Szosie a Michałowem Fabrycznym.
Zbiornik pełni funkcję rekreacyjną, zarządzany jest przez MCRiW w Starachowicach. Przy zalewie urządzono kąpielisko strzeżone i wypożyczalnię rekreacyjnego sprzętu wodnego czynną w sezonie letnim. Woda w kąpielisku ma wysoką klasę czystości.